# David Pinsent

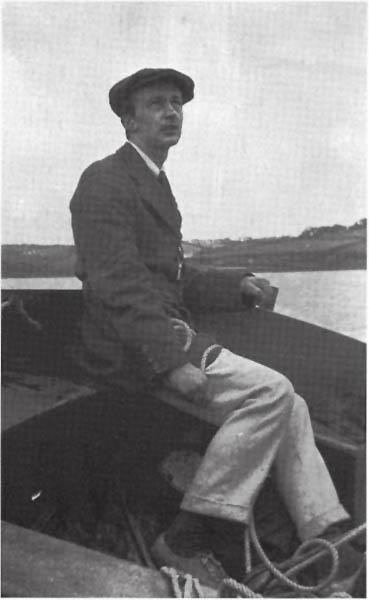
David Pinsent in einem Boot

David Hume Pinsent (* 24. Mai 1891 in Edgbaston (Birmingham); † 8. Mai 1918 in Farnborough, England) war ein Freund, Geliebter und Mitarbeiter des österreichischen Philosophen Ludwig Wittgenstein. Wittgenstein beschrieb ihn als seinen ersten und einzigen Freund.

## Biographie
Als ältestes von drei Kindern des Rechtsanwalts Hume Chancellor Pinsent und seiner Frau Ellen Frances, geb. Parker, erhielt Pinsent, wie seine zwei Brüder, eine Ausbildung an der Edinburgh Academy und an der Amersham Hall in Reading, einer angesehenen – allerdings nonkonformistischen – Hochschule, die auf den Zugang zur Universität vorbereitete. Pinsents Urgroßvater mütterlicherseits war ein Neffe des Philosophen David Hume. Zu den Vorfahren Pinsents mütterlicherseits gehörte eine der „Lancashire-Hexen“ aus den Wäldern von Bowland, der Großvater mütterlicherseits war evangelischer Geistlicher in Claxby, Lincolnshire mit dreizehn Kindern. Die Eltern lernten sich im Men and Women’s Club des für seine unorthodoxen Ansichten berühmten Karl Pearson in Claxby kennen und heirateten 1888. Der Vater war neben seiner Tätigkeit als Rechtsanwalt Ratsmitglied sowie Schatzmeister der Universität Birmingham. Die Mutter Pinsents veröffentlichte in ihren frühen Ehejahren vier Romane. Sie engagierte sich gegen Missstände in der Erziehung geistig Behinderter und war im Sekretariat der Gesellschaft zur Verhütung von Kindesmisshandlungen (Society for the Prevention of Cruelty to Children) tätig. Im Auftrag der Royal Commission on the Care and Control of the Feeble-Minded besuchte sie die USA, um Nervenheilanstalten und Wohnsiedlungen für geistig Behinderte zu besichtigen. Die Neuformulierung des Mental Deficiency Act 1913 war Ergebnis ihrer Arbeit, 1911 war Ellen Pinsent in den Stadtrat von Birmingham gewählt worden.
David Pinsent erhielt eine vielfältige Ausbildung: Neben Tennis-, Ski- und Segelunterricht bereicherten Klavierstunden sowie zahlreiche Ausflüge und Reisen nach Frankreich, Deutschland und in die Schweiz die Kenntnisse des Teenagers. Pinsent studierte mit einem Stipendium mit ausgezeichnetem Erfolg (Abschluss Senior Wrangler) Mathematik an der Universität Cambridge, wo sein Freund, der Physiker und spätere Nobelpreisträger George Paget Thomson, ihn als „den glänzendsten Kopf meines Studienjahrgangs“ bezeichnete:
David war nicht nur der brillanteste junge Mann meines Studienjahrgangs, sondern auch einer der brillantesten Köpfe, die ich je kennengelernt habe. Eher seltsam in seiner Erscheinung, von zierlichem Wuchs und mit seinem sehr großen Kopf, versprühte er einen bemerkenswerten Charme und freundete sich rasch mit jedermann an, nicht nur mit Intellektuellen. Er war mein engster Freund im Trinity, und wir unternahmen so manchen gemeinsamen Spaziergang. Im Grund seines Wesens war er reiner Mathematiker mit einem Hang zur Philosophie, und zudem war er mit Wittgenstein befreundet. Während der großen Ferien unternahmen sie einmal eine gemeinsame Reise nach Island und ein anderes Mal eine Reise nach Norwegen. Er hat mir die Augen geöffnet, was die Möglichkeiten der Philosophie betrifft, von der ich bis dahin nur naivste Vorstellungen hatte. Er war all dem abgeneigt, was er Klempnerei nannte, worunter er jede Art von praktisch-manueller Tätigkeit verstand, die ihn nicht interessierte. Da er aber allem Neuen gegenüber aufgeschlossen war, sollte auch das Reich der Klempnerei bald seine Schrecken einbüßen
Während des Studiums war er Mitglied des University Musical Club und der Union Society, der Gesellschaft für Eugenik und kurze Zeit auch der Fabian Society und entwickelte ein Faible für Philosophie – so u. a. bei Besuchen der wöchentlichen squashes von Bertrand Russell und Treffen der Cambridge Heretics Society sowie der von ihm mitgegründeten Vereinigung der Sophists. Im Unterschied zu Wittgenstein, der widerstrebend „Apostel“ der Cambridge Apostel-Gesellschaft (Conversazione Society) geworden war, gelang es Pinsent nicht, so genannter Embryo oder Kandidat dieser Gesellschaft zu werden.
Pinsent blieb während seines Studiums musikalisch interessiert und besuchte regelmäßig Konzerte in London, mit einer besonderen Leidenschaft für Beethoven. Pinsents Bruder Richard starb 1915 in einem Schützengraben in Frankreich, ein Vetter wurde wenige Wochen später in einem Fliegerkampf über der Front abgeschossen. Ein Jahr lang studierte David Pinsent auch Rechtswissenschaften in Birmingham. Nach dem Studium arbeitete er zuerst bei seinem Onkel, dem Richter am Obersten Gerichtshof, um Rechtsexamina abzulegen. Später arbeitete er im Ministerium für Nachschub und Rüstung, das die Produktion von Maschinengewehren für die Front steigern sollte. Vergeblich versuchte Pinsent nach dem Tod des Bruders und Cousins erneut, wieder erfolglos, als Freiwilliger zum Militärdienst zugelassen zu werden. Daraufhin versuchte er sich als Maschinenwart in einer Birminghamer Munitionsfabrik, von wo er 1916 in die Royal Air Forces Factory nach Farnborough (Hampshire) verlegt wurde, um unter schwierigen Bedingungen Gabelkardangelenke herzustellen. Nachdem ihn sein Freund George Thomson überzeugt hatte, als Mathematiker an dessen aerodynamischen Forschungen teilzunehmen, hatte er eine dankbarere Aufgabe gefunden. In der Zeit seines ersten Fluges verlobte er sich mit der Tochter eines Fregattenkapitäns aus Oxford, eine Beziehung, die jedoch nur kurze Zeit dauerte. Sein kleiner Wuchs erwies sich als Vorteil in den kleinen Flugzeugen, mit denen aerodynamische Experimente – u. a. zur Verbesserung des Kompasses – unternommen wurden. Zum Bekanntenkreis in dieser Zeit gehörten auch die späteren Nobelpreisträger Francis William Aston, Geoffrey Ingram Taylor, F. A. Lindemann und E. D. Adrian. Am 8. Mai 1918 stürzte David Pinsent in Farnborough tödlich ab.

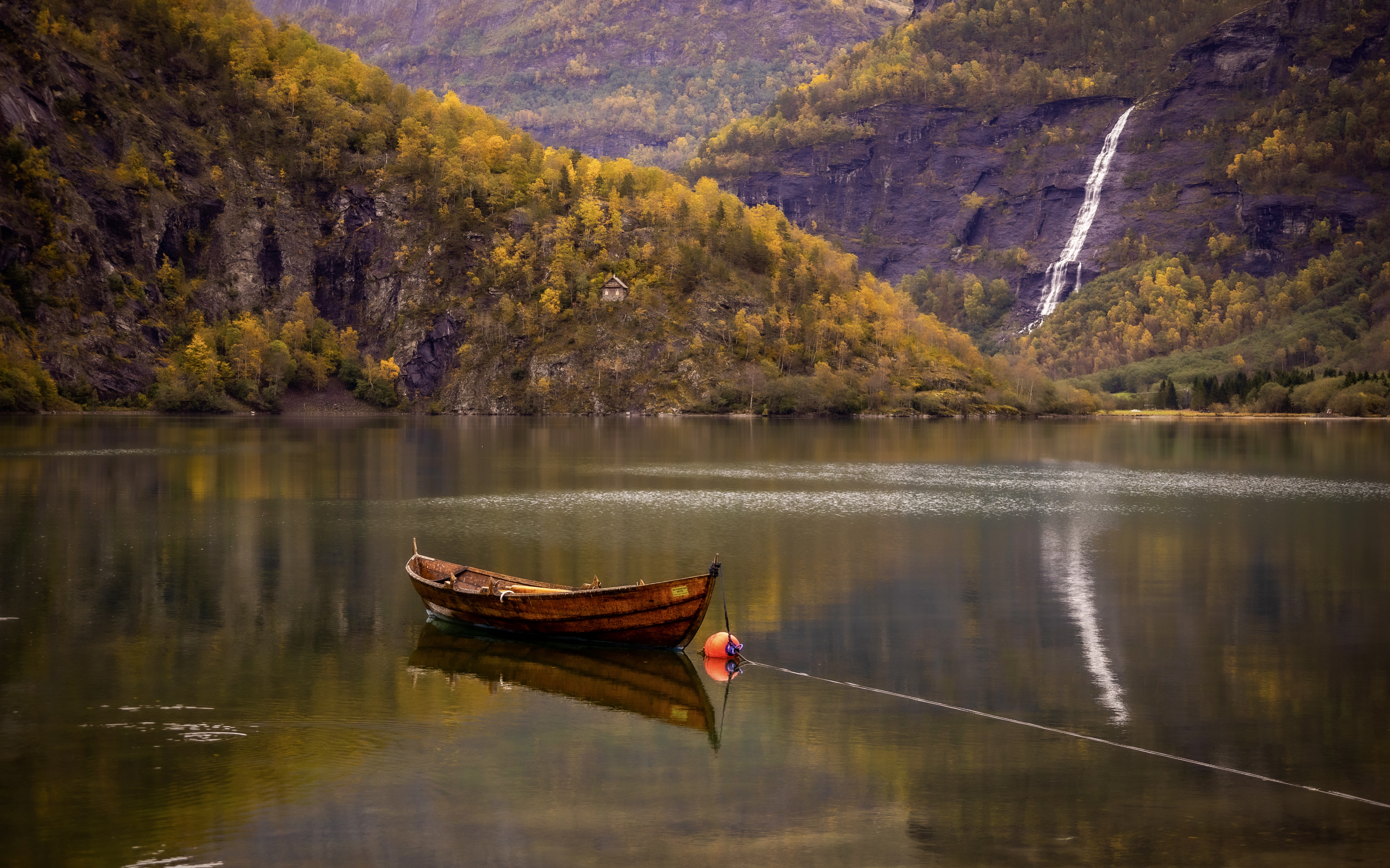
Im mittleren Hintergrund, 2019, das von Ludwig Wittgenstein entworfene, umgebaute Haus im norwegischen Skjolden, in dem er ab 1913 zusammen mit David Pinsent während der Sommerferien lebte.

In Cambridge hatte sich Pinsent dem zwei Jahre älteren Wittgenstein als Versuchsperson für dessen psychologische Experimente zum Rhythmus von Sprache und Musik zur Verfügung gestellt. Die Zusammenarbeit führte zu gemeinsamen Ferien in Island und Norwegen und zu einer intensiven homoerotischen Beziehung.
Wittgenstein widmete sein Erstlingswerk Tractatus Logico-Philosophicus seinem Gedenken.
Pinsents Tagebuch (1912–1914) erwähnt die Reisen und die gemeinsame Zeit mit Wittgenstein.